# Riprogrammazione
La riprogrammazione è un intervento di modifica eseguito su un programma inserendo opportune variazioni allo scopo di ottenere nuovi risultati non previsti dal programma originario. Poiché il concetto di programma implica l'enunciazione previa di ciò che si vuol fare, della strategia che si intende seguire, degli obiettivi e dei mezzi per raggiungerli, la riprogrammazione è sostanzialmente una variazione in uno di questi elementi. Ha molteplici campi di applicazione: economia, informatica, didattica, urbanistica, spettacolo. 

## Informatica
Se per programmazione in informatica si intende la stesura di una sequenza di istruzioni codificate da inserire in un computer affinché esegua un determinato compito, riprogrammare significa intervenire nuovamente su quel dato programma variando le istruzioni o lo scopo. 
Una particolare applicazione della riprogrammazione è per esempio l'introdurre adattamenti nelle applicazioni eseguite sui sistemi UNIX in modo da trasportarle nella piattaforma propria di Windows mantenendo gli investimesti per il software UNIX.
La riprogrammazione è anche un aspetto dell'attività di hacker quando manipolano un programma informatico allo scopo di usufruire delle prestazioni da esso previste senza doversi sottoporre ai costi d'uso (per esempio riprogrammare tramite un firmware un computer in modo che si interfacci con la televisione pay-for-view fungendo da smart card,  oppure un cellulare in modo da poter fare le telefonate a zero costo appoggiandosi a qualsiasi numero.

## Biologia
La riprogrammazione è una procedura di biologia molecolare che comporta un intervento specifico sul programma biologico di base che è il DNA. Tale intervento consiste nel riportare il nucleo di cellule somatiche differenziate a una condizione indifferenziata, senza intaccarne le funzionalità. 
Negli ultimi anni sono state ottenute cellule molto simili in termini di pluripotenza alle cellule staminali, partendo da cellule adulte differenziate, riconvertite allo stadio pluripotente tramite un processo di riprogrammazione.
Le cellule ottenute da un animale adulto possono essere convertite ad uno stadio pluripotente attraverso 4 meccanismi:
a) iniezione del nucleo di una cellula somatica in un ovocito enucleato;
b)  fusione tra una cellula somatica adulta e una cellula staminale embrionale;
c)  coltura in vitro di cellule spermatogoni che in condizioni colturali appropriate possono essere riprogrammate a cellule pluripotenti;
d)  espressione forzata in cellule somatiche adulte di fattori di trascrizione che le riprogrammano allo stadio di cellula pluripotente (es. Oct4, Sox2, Myc…). Le cellule così ottenute, dette iPS (induced pluripotent stem cells), possono potenzialmente differenziare in ogni tipo cellulare. 
Al contrario, l'identificazione e l'isolamento di cellule staminali non generate artificialmente mediante riprogrammazione da tessuti normali è un processo difficile e ha avuto successo limitato per la maggior parte dei tessuti dei vertebrati. Inoltre lo stato differenziato delle cellule è molto stabile, ed è difficile indurre la pluripotenza alle cellule che hanno già intrapreso una via di differenziazione.
La tecnica di riprogrammazione cellulare è attualmente il modo più affidabile per ottenere cellule pluripotenti da un tessuto adulto di qualsiasi tipo. Per questo motivo, la riprogrammazione nucleare è un mezzo per creare una serie di cellule di sostituzione aventi lo stesso patrimonio genetico delle cellule del ricevente, evitando così la possibilità di incorrere nel rigetto causato da innesti o impianti di cellule prese da un individuo donatore avente un diverso patrimonio genetico rispetto al ricevente.
Di riprogrammazione genica si parla nel caso della pecora Dolly: sono state utilizzate cellule in coltura provenienti dalla ghiandola mammaria dalle quali è stato estratto il nucleo e trasferito  in una cellula-uovo enucleata; l'embrione ottenuto è stato poi impiantato in una madre surrogata che ha dato vita ad un clone di pecora (Dorset).

## Medicina
Nella fecondazione assistita si rende necessario, nel periodo preimplantatorio, un processo di riprogrammazione epigenetica della cromatina di origine paterna, fattore importante per il successivo sviluppo dell'embrione.
La riprogrammazione dei processi biologici, per la quale le linee cellulari possono regredire in staminali, è una prospettiva medica di ricerca al fine di combattere malattie tuttora non vinte che prevedono un deterioramento delle cellule (Alzheimer, Parkinson e tutte le altre condizioni degenerative).
In cardiologia si parla di un tipo particolare di pacemaker che può essere riprogrammato e perciò offre diversi vantaggi per il paziente perché, nei casi di difetti temporanei causati da disordini metabolici, non è necessario sostituirlo.

## Psicologia
Il concetto di riprogrammazione in psicologia si riferisce ad un intervento ristrutturatore di pattern cognitivi ed emotivi personali caratterizzati da una certa fissità e che mediano la percezione della realtà, l'elaborazione delle informazioni in ingresso e i conseguenti comportamenti della persona. Poiché ogni programma o pattern psichico tende a sopravvivere per inerzia e quindi a permanere finché serve, normalmente solo una crisi genera l'esigenza del cambiamento e rende urgente la transizione dal determinismo programmatorio all'indeterminismo della libertà attraverso la riprogrammazione.  Si parla di riprogrammazione anche in riferimento alla psicoanalisi intendendo con quel termine una riorganizzazione dei pattern di pensieri e di sentimenti già stabilizzati alla luce della nuova informazione indotta dall'interpretazione.
L'ipnosi attraverso visualizzazioni e induzioni viene ritenuta una tecnica valida per la riprogrammazione psichica perché l'inconscio non è in grado di distinguere se le scene visualizzate appartengano esclusivamente all'immaginazione o alla realtà.

## Riabilitazione
La riprogrammazione posturale globale  è un metodo che, dopo un attento esame dei recettori coinvolti nel mantenimento della postura (piedi, occhi, bocca) e dopo aver valutato quali di essi possono essere causa di squilibrio statico del corpo e di dolore, interviene mediante particolari esercizi ed interventi. 

## Economia, finanza, ecologia
Riprogrammare gli investimenti pubblici equivale ad aggiornare i criteri di distribuzione dei medesimi sulla base di mutate circostanze.  È qualcosa di più di un intervento correttivo perché può comportare anche la revoca e la riassegnazione dei capitoli di spesa già assegnati.  Nello stesso senso si parla di riprogrammazione urbana ed ecologica. Partendo dal concetto dei limiti dello sviluppo e del rischio globale della degenerazione ambientale si parla di una organizzata riprogrammazione radicale dei metodi per affrontare i problemi ambientali sulla base di un rigoroso risanamanto e di un rallentamento dello sfruttamento indiscriminato di terre e risorse naturali.